# 坎佩斯特里 (阿拉戈斯州)
坎佩斯特里（葡萄牙語：Campestre）是巴西阿拉戈斯州的一个市镇。总面积150平方公里，总人口6203人，人口密度41.4人/平方公里。